# Лугаком
«Лугаком» (скор. від рос. Луганские коммуникации) — незаконна телекомунікаційна компанія, що надає послуги мобільного зв'язку на території окупованої частини Луганської області та контролюється терористичним угрупованням «ЛНР».
Формат номера: «+38072…», «+7959…»

## Історія
Мережу запущено 2015 року на противагу єдиному в регіоні оператору Vodafone Україна, який тоді покривав окуповану територію, однак працював з перебоями.
Абоненти «Лугакома» можуть користуватися зв'язком на території так званої ДНР без додаткових налаштувань в межах зони покриття оператора «Фенікс».
На початку 2018 року оператор налаштував можливість здійснення вихідних дзвінків з окупованої території в інші регіони України.
У березні 2018 року оголошено про плани зміни телефонного коду країни з +380 на +7.
У серпні 2018 року оголошено про запуск оператором мережі 3G з 2019 року.